# 觀音寨吳氏家族墓
觀音寨吳氏家族墓位於四川省武勝縣，文物遺址年代判定為清。2012年7月16日公佈為第八批四川省文物保護單位。

## 簡介[2]
觀音寨吳氏家族墓位於四川省武勝縣樂善鎮觀音寨村5組。建於清道光十五年（1835）至民國二年（1913），為當地望族吳氏家族墓群。墓群占地面積750余平方公尺，共6座，均坐東南朝西北，上排4座，下排2座並行梯狀排列。觀音寨吳氏家族墓規模宏大，碑樓浮雕圖案內容豐富，雕刻精細，技藝高超，碑刻、門柱對聯文字蒼勁有力，為研究清代以來川東地區的葬俗、葬制、民風民俗及石刻藝術提供了寶貴的實物材料。1983年，觀音寨吳氏家族墓被武勝縣人民政府公佈為縣級文物保護單位。